# Истинска любов (теленовела, 2003)
Истинска любов (на испански: Amor real) е мексиканска теленовела, режисирана от Моника Мигел и продуцирана от Карла Естрада за Телевиса през 2003 г. Базира се на книгата Сватби по омраза на мексиканската писателка Каридад Браво Адамс и на едноименната теленовела, продуцирана от Ернесто Алонсо. Адаптациите и на двете телевизионни версии са написани от Мария Саратини.
Това е втората теленовела (след Алондра и преди Пробуждане и Изпепеляваща страст), продуцирана от Карла Естрада, която отвежда зрителите в определена историческа епоха. Действието в Истинска любов се развива на фона на историческите събития след обявяването на Независимостта на Мексико.
В главните роли са Адела Нориега, Фернандо Колунга и Маурисио Ислас, в отрицателните роли – Елена Рохо, Шантал Андере, Беатрис Шеридан, Ернесто Лагуардия, Карлос Камара и Мая Мишалска. Специално участие вземат Ана Мартин и Ана Берта Еспин.

## Сюжет
Матилде Пенялвер и Беристайн е млада жена, справедлива при вземането на решения, която живее в град Тринидад. Тя е дъщеря на генерал Иларио Пенялвер и Беристайн и Аугуста Куриел де Пенялвер и Беристайн, и сестра на Умберто Пенялвер и Беристайн. Матилде се влюбва в Адолфо Солис, беден военен, който е първата ѝ любов. Двамата се обичат, но Аугуста не одобрява връзката им и несправедливо изпраща Адолфо в затвора. Докато Адолфо е в затвора, Мануел Фуентес-Гера, млад мъж, който е наследил голямо богатство, след като баща му умира, и който не знае нищо за майка си, пристига в града и се запознава с Матилде. Виждайки я, се влюбва в нея. Семейство Пенялвер и Беристайн одобряват младежа за съпруг на дъщеря им. След натиск от страна на семейството, Матилде се омъжва за Мануел, за да спаси доброто име и положение на семейството си в обществото. Макар че е омъжена за него, Матилде страда, защото не обича Мануел. В деня на сватбата на Мануел и Матилде, Адолфо се връща в града, за да избяга с нея, но планът му е провален. След неуспешния опит за бягство, Адолфо решава да замине за имението в Сан Кайетано, новия дом на Матилде, за да повтори опита за бягство. Когато пристига, Адолфо се представя с ново име – Фелипе Сантамария, и започва работа в имението. Но въпреки опитите си да убеди Матилде да избягат, тя не иска, защото е омъжена жена, и чувствата, които е изпитвала към него, вече не съществуват, както и че сърцето ѝ вече принадлежи на съпруга ѝ. След известно време, Матилде забременява, но когато Мануел разбира истинската самоличност на Фелипе, той смята, че бебето, което очаква жена му, е от бившия ѝ годеник. След като ражда син на Мануел, Матилде получава новината, че съпругът ѝ е умрял в инцидент, падайки в реката заедно с майка си, Росарио, която е открил, за да избегне Рамон Маркес. Минават три години, Матилде е принудена от майка си да се омъжи за Адолфо, който е издигнат до полковник. Адолфо признава на Матилде, че чувствата му към нея са все така силни, но тя го отхвърля, тъй като не иска да опетни паметта на Мануел, който се връща, за да продължи да съществува тази истинска любов между Матилде и Мануел.

## Актьори
- Адела Нориега - Матилде Пенялвер и Беристайн Куриел де Фуентес-Гера
- Фернандо Колунга - Мануел Фуентес-Гера Аранда
- Маурисио Ислас - Адолфо Солис Гаярдо / Фелипе Сантамария
- Елена Рохо - Аугуста Куриел вдовица де Пенялвер и Беристайн
- Ернесто Лагуардия - Умберто Пенялвер и Беристайн Куриел
- Шантал Андере - Антония Моралес Кортес
- Ана Мартин - Росарио Аранда
- Беатрис Шеридан - Дамяна Гарсия
- Мариана Леви - Хосефина де Икаса де Пенялвер и Беристайн
- Маурисио Ерера - Отец Урбано де лас Касас
- Ана Берта Еспин - Пруденсия Куриел вдовица де Алонсо
- Марио Иван Мартинес - Ренато Пикет
- Летисия Калдерон - Хана де ла Коркуера
- Рафаел Рохас - Амадео Корона
- Карлос Камара - Рамон Маркес
- Мая Мишалска - Мариане Берниер де ла Рокет / Мари де ла Рокет Фуентес-Гера
- Кика Едгар - Каталина Ередия Куриел де Солис
- Ингрид Марц - Пилар Пикет де Маркес
- Ектор Саес - Силвано Арсола
- Хари Гейтнер - Ивс Сантибаниес де ла Рокет
- Оскар Бонифилио - Сиксто Валдес
- Адалберто Пара - Делфино Перес
- Йоланда Мерида - Хуана Домингес вдовица де Палафокс
- Рикардо Блуме - Генерал Иларио Пенялвер и Беристайн
- Алехандро Фелипе -Мануел Иларио Фуентес-Гера Пенялвер и Беристайн
- Паулина де Лабра - Игнасия
- Мануел „Флако“ Ибаниес - Ремихио Кинтеро
- Пако Ибаниес - Грегорио Ередия
- Хулио Алеман - Хоакин Фуентес-Гера
- Ракел Морел - Мариа Клара Куриел де Ередия
- Гастон Тусет - Хервасио Моралес
- Таня Васкес - Аделайда Сандовал
- Хорхе Варгас - Генерал Приско Домингес Каниеро
- Алисия дел Лаго - Ихиния
- Хосе Антонио Ферал - Адалберто Бенитес
- Марио дел Рио - Лоренсо Рохас
- Алехандро Виели - Есекиел Тревиньо
- Карлос Амадор - Орландо Кордеро
- Херардо Клейн - Сантяго Лопес
- Дулсина Карбайо - Хасинта
- Фернандо Мансано - Гарса
- Бенхамин Пинеда - Каналес
- Лорена Алварес - Бернарда Агире
- Давид Галиндо - Насарио
- Мария Долорес Олива - Ласара
- Карлос Аче - Грасиано
- Маяуел дел Монте - Сеферина
- Тоньо Инфанте - Бенигно Вила
- Мигел Анхел Фуентес - Черния
- Карлос Камара мл. - Аурелиано Перес де Техада
- Хосеба Иняки - Хакобо Негрете
- Алберто Чавес - Панчо
- Хули Калдерон - Микаела
- Мати Уитрон - Майка игуменка
- Патрисия Мартинес - Камелия де Корона
- Луис Хавиер - Хосе Мария де Икаса
- Фатима Торе - Мария Фернанда Ередия Куриел
- Мария Сорте - Росаура
- Франсис Ондивиела - Сестра Мари де ла Рокет
- Марко Муньос - Капитан Гомес
- Адал Рамонес - Собственикът на цирка
- Оливия Бусио - Певицата в театъра
- Жаклин Волтер - Сестра Лусия
- Луис Кутуриер - Губернатор
- Артуро Лорка - Ефрайн Гонсалес
- Лили Бриянти - Асунсион
- Гилберто де Анда - Сулуага

## Премиера
Премиерата на Истинска любов е на 9 юни 2003 г. по Canal de las Estrellas. Последният 95. епизод е излъчен на 17 октомври 2003 г.
| Излъчване              | Епизоди | Премиера   | Премиера                    | Финал            | Финал                      | Рейтинг | Сезон     | Среден рейтинг |
| Излъчване              | Епизоди | Начало     | Рейтинг на премиерен епизод | Финал            | Рейтинг на последен епизод | Рейтинг | Сезон     | Среден рейтинг |
| ---------------------- | ------- | ---------- | --------------------------- | ---------------- | -------------------------- | ------- | --------- | -------------- |
| понеделник—петък 21:00 | 95      | 9 юни 2003 | 26.5                        | 17 октомври 2003 | 43.1                       | #1      | 2003 – 04 | 29.4           |

## Продукция
| „             | Работата на нашия талантлив актьорски състав и екип, както и изключителната колекция от визуални елементи – осветление, операторска работа, специален гардероб и внимание към детайла – позволяват на зрителите да усетят емоциите на героите и да се чувстват напълно пренесени в друга епоха. | “ |
| Карла Естрада | |   |

- Истинска любов е адаптация на теленовелата Сватби по омраза от 1983 г., базирана на едноименния роман от Каридад Браво Адамс.[8] И двете телевизионни версии са адаптирани от сценаристката Мария Саратини.[9]
- Теленовелата е заснета в бившата хасиенда „Тетлапаяк“ (на испански: Tetlapayac) и околностите на щата Идалго за срок от 8 месеца, тъй като историята се развива през 19 век в Мексико, е било необходимо да бъдат построени сгради и площади, типични за онова време.
- В продукцията са взели участие над 1000 актьори, статисти, техници и занаятчии.[7]
- Хорхе Авенданьо Люрс, мексикански пианист и композитор, е автор на оригинлания саундтрак, както и на музиката, излъчвана по време на сцените.

Екип
- Оригинална история – Каридад Браво Адамс
- Адаптация – Мария Саратини
- Литературна редакция – Химена Суарес
- Консултанти направление „психология“ – д-р Юдит Серман, д-р Сандра Родригес
- Консултант направление „история“ – Кармен Сауседо
- Сценография – Рикардо Наварете, Хуан Антонио Сагредо
- Дизайн на костюми – Моника Асевес, Мариана Мелгарехо
- Интериор – Есперанса Кармона, Рафаел Брисуела
- Музикална тема – Amor real
- Изпълнена от – Sin Bandera
- Композитор – Хорхе Авенданьо Люрс
- Редактори – Хуан Франко, Луис Орасио Валедс
- Директор продукция – Лили Мойерс
- Координатор продукция – Гиермо Гутиерес
- Продуцент – Артуро Лорка
- Асистент-оператори - Пилар Педроса, Абнер Велес
- Асистент-режисьори – Серхио Кинтеро, Алберто Диас, Едуардо Диас Рейна
- Оператор в локация – Хесус Акуня Лий
- Режисьор в локация – Ерик Моралес
- Оператор – Алехандро Фрутос
- Режисьор – Моника Мигел
- Изпълнителен продуцент – Карла Естрада

## Награди и номинации
Награди TVyNovelas (Мексико)
| Година | Категория                            | Номинация                              | Резултат   |
| ------ | ------------------------------------ | -------------------------------------- | ---------- |
| 2004   | Най-добра теленовела                 | Карла Естрада                          | Печели     |
| 2004   | Най-добра актриса в главна роля      | Адела Нориега                          | Печели     |
| 2004   | Най-добър актьор в главна роля       | Фернандо Колунга                       | Печели     |
| 2004   | Най-добра актриса в отрицателна роля | Мая Мишалска                           | Номинирана |
| 2004   | Най-добра актриса в поддържаща роля  | Ана Берта Еспин                        | Печели     |
| 2004   | Най-добър актьор в поддържаща роля   | Ернесто Лагуардия                      | Печели     |
| 2004   | Най-добра първа актриса              | Ана Мартин                             | Печели     |
| 2004   | Най-добър пръв актьор                | Карлос Камара                          | Печели     |
| 2004   | Най-добра млада актриса              | Ингрид Марц                            | Номинирана |
| 2004   | Най-добра история или адаптация      | Мария Саратини                         | Печели     |
| 2004   | Най-добър режисьор                   | Моника Мигел Ерик Моралес              | Номинирани |
| 2004   | Най-добра музикална тема             | Amor Real, в изпълнение на Sin Bandera | Номинирани |
| 2004   | Най-добър композитор на теленовела   | Хорхе Авенданьо                        | Печели     |

Награди ACE (Ню Йорк)
| Година                             | Категория         | Номинация | Резултат |
| ---------------------------------- | ----------------- | --------- | -------- |
| 2004                               |                   |           |          |
| Най-добра продукция                | Истинска любов    | Печели    |          |
| Най-добър режисьор                 | Моника Мигел      | Печели    |          |
| Най-добра актриса в главна роля    | Адела Нориега     | Печели    |          |
| Най-добра актриса                  | Ана Мартин        | Печели    |          |
| Най-добър актьор в главна роля     | Фернандо Колунга  | Печели    |          |
| Най-добър актьор в поддържаща роля | Ернесто Лагуардия | Печели    |          |

Награди Harlequin
| Година | Категория           | Номинация     | Резултат |
| ------ | ------------------- | ------------- | -------- |
| 2003   | Най-добър продуцент | Карла Естрада | Печели   |

100 мексиканци казаха
| Година | Категория   | Номинация      | Резултат |
| ------ | ----------- | -------------- | -------- |
| 2004   | Награда VIP | Истинска любов | Печели   |

Златна палма
| Година | Категория            | Номинация      | Резултат |
| ------ | -------------------- | -------------- | -------- |
| 2004   | Най-добра теленовела | Истинска любов | Печели   |

Златно слънце
| Година | Категория                            | Номинация        | Резултат |
| ------ | ------------------------------------ | ---------------- | -------- |
| 2004   | Най-добър продуцент                  | Карла Естрада    | Печели   |
| 2004   | Най-добър режисьор                   | Моника Мигел     | Печели   |
| 2004   | Най-добра адаптация                  | Мария Саратини   | Печели   |
| 2004   | Най-добра актриса                    | Адела Нориега    | Печели   |
| 2004   | Най-добър актьор                     | Фернандо Колунга | Печели   |
| 2004   | Най-добра актриса в отрицателна роля | Мая Мишалска     | Печели   |
| 2004   | Най-добър актьор в отрицателна роля  | Карлос Камара    | Печели   |
| 2004   | Най-добра първа актриса              | Елена Рохо       | Печели   |
| 2004   | Най-добър пръв актьор                | Маурисио Ерера   | Печели   |

Златни лаври (Испания)
| Година | Категория                           | Номинация           | Резултат |
| ------ | ----------------------------------- | ------------------- | -------- |
| 2004   | Най-добра теленовела                | Истинска любов      | Печели   |
| 2004   | Най-добра телевизионна актриса      | Адела Нориега       | Печели   |
| 2004   | Най-добър телевизионен актьор       | Фернандо Колунга    | Печели   |
| 2004   | Най-добра актриса в поддържаща роля | Ана Мартин          | Печели   |
| 2004   | Най-добър актьор в поддържаща роля  | Марио Иван Мартинес | Печели   |
| 2004   | Награда за цялостно творчество      | Елена Рохо          | Печели   |
| 2004   | Награда за цялостно творчество      | Маурисио Ерера      | Печели   |

Награди Principios
| Година | Категория         | Номинация      | Резултат |
| ------ | ----------------- | -------------- | -------- |
| 2004   | Специална награда | Истинска любов | Печели   |

Califa de Oro
| Година | Категория                                | Номинация           | Резултат |
| ------ | ---------------------------------------- | ------------------- | -------- |
| 2003   | Най-добра теленовела                     | Истинска любов      | Печели   |
| 2003   | Най-добра актриса в главна роля          | Адела Нориега       | Печели   |
| 2003   | Най-добър актьор в главна роля           | Фернандо Колунга    | Печели   |
| 2003   | Най-добра първа актриса                  | Ана Мартин          | Печели   |
| 2003   | Най-добра първа актриса                  | Беатрис Шеридан     | Печели   |
| 2003   | Най-добра актриса в отрицателна роля     | Мая Мишалска        | Печели   |
| 2003   | Най-добър актьор в отрицателна роля      | Карлос Камара       | Печели   |
| 2003   | Най-добра актриса в поддържаща роля      | Ана Берта Еспин     | Печели   |
| 2003   | Най-добър актьро в поддържаща роля       | Ернесто Лагуардия   | Печели   |
| 2003   | Най-добра актриса във второстепенна роля | Мариана Леви        | Печели   |
| 2003   | Най-добър актьор във второстепенна роля  | Марио Иван Мартинес | Печели   |
| 2003   | Най-добър актьор във второстепенна роля  | Рафаел Рохас        | Печели   |
| 2003   | Най-добър режисьор                       | Моника Мигел        | Печели   |
| 2003   | Най-добър оператор                       | Алехандро Фрутос    | Печели   |
| 2003   | Най-добър телевизионен сценарий          | Мария Саратини      | Печели   |

Награди Bravo
| Година | Категория            | Номинация      | Резултат |
| ------ | -------------------- | -------------- | -------- |
| 2004   | Най-добра теленовела | Истинска любов | Печели   |

Universidad Autónoma Metropolitana
| Година | Категория         | Номинация      | Резултат |
| ------ | ----------------- | -------------- | -------- |
| 2004   | Специална награда | Истинска любов | Печели   |

Площад на звездите
| Година | Категория       | Номинация      | Резултат |
| ------ | --------------- | -------------- | -------- |
| 2005   | Златна светлина | Истинска любов | Печели   |
| 2005   | Златна светлина | Карла Естрада  | Печели   |

Международен кино фестивал Las Garzas
| Година | Категория         | Номинация      | Резултат |
| ------ | ----------------- | -------------- | -------- |
| 2005   | Специална награда | Истинска любов | Печели   |

## Версии
- Сватби по омраза, продуцирана през 1983 г. от Ернесто Алонсо, с участието на Кристиан Бах, Мигел Палмер и Франк Моро. Базирана на едноименния роман от Каридад Браво Адамс. Сюжетът се развива във времето след обявяване на независимостта на Мексико.

- Това, което животът ми открадна, продуцирана през 2013 г. от Анджели Несма, с участието на Анжелик Бойер, Себастиан Рули, Луис Роберто Гусман и Даниела Кастро. Сюжетът се развива в модерни времена.

## В България
В България теленовелата е излъчена през 2005 г. по Евроком. Повторенията са през 2007 г. На 12 април 2019 г. започва ново излъчване на теленовелата по Евроком, което е прекъснато на 28 юни 2019 г. Ролите се озвучават от артистите Даниела Горанова, Христо Бонин, Тодор Георгиев и Даринка Митова.